# Amblyraja
Amblyraja – rodzaj ryb chrzęstnoszkieletowych z rodziny rajowatych (Rajidae).

## Rozmieszczenie geograficzne
Do rodzaju należą gatunki występujące w wodach wszystkich oceanów Ziemi.

## Morfologia
Długość ciała do 115 cm.

## Systematyka
Rodzaj zdefiniował w 1877 roku szwedzki zoolog August Wilhelm Malm w publikacji własnego autorstwa poświęconej kręgowcom należącym do fauny Göteborga i Bohuslänu. Gatunkiem typowym jest (późniejsze oznaczenie) płaszczka gwiaździsta (A. radiata).

### Etymologia
Amblyraja: gr. αμβλυς amblus ‘tępy’, od αμβλυνω amblunō ‘stępić’; łac. raia ‘raja, płaszczka’.

### Podział systematyczny
Do rodzaju należą następujące gatunki:
- Amblyraja doellojuradoi (Pozzi, 1935)
- Amblyraja frerichsi (Krefft, 1968)
- Amblyraja georgiana (Norman, 1938)
- Amblyraja hyperborea (Collett, 1879) – płaszczka polarna[7]
- Amblyraja jenseni (Bigelow & Schroeder, 1950)
- Amblyraja radiata (Donovan, 1808) – płaszczka gwiaździsta[8]
- Amblyraja reversa (Lloyd, 1906)
- Amblyraja taaf (Meisner, 1987)